# El Copalito
El Copalito är en ort i Mexiko.   Den ligger i kommunen San Felipe Tejalápam och delstaten Oaxaca, i den sydöstra delen av landet, 400 km sydost om huvudstaden Mexico City. El Copalito ligger 1 661 meter över havet och antalet invånare är 191.
Terrängen runt El Copalito är kuperad västerut, men österut är den platt. Runt El Copalito är det ganska tätbefolkat, med 230 invånare per kvadratkilometer. Närmaste större samhälle är Oaxaca de Juárez, 15,3 km öster om El Copalito. Trakten runt El Copalito består i huvudsak av gräsmarker.